# Władysław Czetwertyński
Władysław Czetwertyński herbu Pogoń Ruska (zm.  w 1784 roku) – szambelan Stanisława Augusta Poniatowskiego w 1766 roku, starosta utajkowski.